# Anika Kožica
Anika Kožica (* 5. Juni 1997 in Rijeka, Primorje-Gorski kotar) ist eine kroatische Biathletin und Skilangläuferin. Sie nahm an bisher fünf Biathlon-Weltmeisterschaften teil.

## Sportliche Laufbahn

### Skilanglauf
Anika Kožica startete erstmals 2012 bei Rennen im Rahmen des Rollerski-Weltcup der Junioren, spielte dort aber wie in den folgenden drei Jahren keine Rolle um Podestplatzierungen. Erfolgreicher schnitt sie im Skilanglauf-Balkan-Cup ab, in dem sie ab Anfang 2016 an den Start ging; auf Anhieb gelangen der Kroatin bei Rennen mit über 30 Teilnehmern Top-10-Platzierungen. Nach einer längeren Pause lief Kožica im Winter 2020/21 wieder im Balkancup und erreichte in allen vier teilgenommenen Rennen das Podest, wobei sie im bosnischen Pale über 5 Kilometer Freistil auch ihren ersten Sieg feiern konnte.

### Biathlon

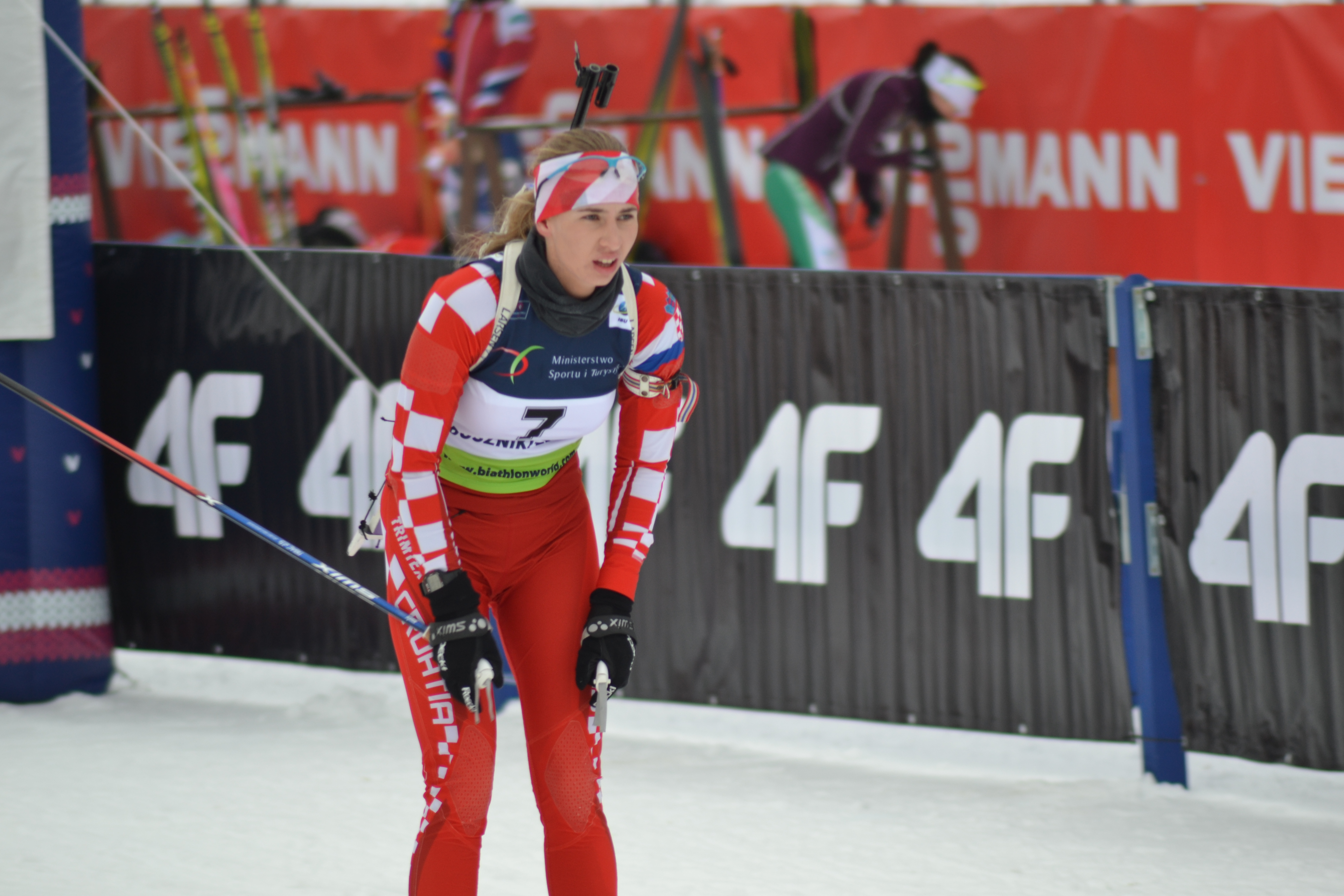
Kožica bei den Europameisterschaften 2017

Auch im Biathlon ging Kožica schon recht zeitig bei internationalen Wettkämpfen an den Start, so nahm sie 2013 im Alter von 15 Jahren erstmals an Jugendweltmeisterschaften teil und belegte die Plätze 73 und 77. Auch in den nächsten Jahren lief sie ausschließlich Rennen auf Juniorenebene, bevor sie zu Beginn des Winters 2016/17 ihr Debüt im IBU-Cup gab und 2017 auch erstmals an den Europameisterschaften teilnahm. In den Saisons von 2017 bis 2019 startete Kožica fast ausschließlich im IBU-Cup, klassierte sich aber vor allem aufgrund vieler Schießfehler meist außerhalb der besten 60. Ihre ersten Ranglistenpunkte sammelte sie beim Saisonfinale in Chanty-Mansijsk im März 2018, wobei diese Rennen mit weniger als 50 Athletinnen eher spärlich besetzt waren; im darauffolgenden Jahr nahm sie in Östersund erstmals an Weltmeisterschaften teil und belegte zweimal Rang 88. Auch 2020 und 2021 startete die Kroatin beim Saisonhöhepunkt, 2020 in Antholz bestritt sie an der Seite ihres späteren Lebensgefährten Krešimir Crnković auch erstmals eine Single-Mixed-Staffel, wurde in dieser aber überrundet.
Da der kroatische Verband zu diesem Zeitpunkt keine festen Startplätze im Weltcup stellen konnte, durfte Kožica erst zu Beginn des Winters 2021/22 dank einer Wildcard erstmals im Weltcup starten, belegte aber zunächst Plätze außerhalb der Top-100. Für die Olympischen Spiele konnte sie sich nicht qualifizieren, bei den Europameisterschaften resultierte im Einzel bei fast 100 Startern Rang 58. Über die folgenden zwei Jahre steigerte sich die Kroatin sukzessive vor allem im Laufen, darauf gewann sie im IBU-Cup 2022/23 erneut Punkte und erzielte mit Rang 66 bei den Weltmeisterschaften ihr bis dahin mit Abstand bestes Ergebnis auf dieser Ebene. Verbessern konnte sie dies im Januar 2024, als sie im Sprint von Oberhof Rang 57 belegte und sich damit für die Verfolgung qualifizierte, die sie als 56. abschloss. In Oslo gelang es Kožica und Crnković im Single-Mixed-Bewerb erstmals, die Ziellinie zu überqueren. Überzeugen konnte sie bei den Sommerbiathlon-Weltmeisterschaften 2024, Kožica erreichte den Massenstart und belegte dort den 15. Rang. Im Folgewinter erzielte sie zunächst keine nennenswerten Resultate. Erst im letzten Trimester zeigte sie im IBU-Cup in Otepää mit den Rängen 24 und 28 in Sprint und Kurzeinzel auf, am Saisonende startete sie zudem erneut im Weltcup, erreichte Platz 46 im Sprint und verpasste die Punkteränge somit um lediglich vier Sekunden.

## Persönliches
Kožica lebt in Brod Moravice an der slowenischen Grenze und ist mit ihrem Teamkollegen Krešimir Crnković in einer Beziehung.

## Statistiken

### Weltcupplatzierungen
Die Tabelle zeigt alle Platzierungen (je nach Austragungsjahr einschließlich Olympische Spiele und Weltmeisterschaften).
- 1.–3. Platz: Anzahl der Podiumsplatzierungen
- Top 10: Anzahl der Platzierungen unter den ersten zehn (einschließlich Podium)
- Punkteränge: Anzahl der Platzierungen innerhalb der Punkteränge (einschließlich Podium und Top 10)
- Starts: Anzahl gelaufener Rennen in der jeweiligen Disziplin
- Staffel: inklusive Mixed- und Single-Mixed-Staffeln

| Platzierung               | Einzel | Sprint | Verfolgung | Massenstart | Staffel | Gesamt |
| ------------------------- | ------ | ------ | ---------- | ----------- | ------- | ------ |
| 1. Platz                  |        |        |            |             |         |        |
| 2. Platz                  |        |        |            |             |         |        |
| 3. Platz                  |        |        |            |             |         |        |
| Top 10                    |        |        |            |             |         |        |
| Punkteränge               |        |        |            |             | 4       | 4      |
| Starts                    | 8      | 20     | 1          |             | 4       | 33     |
| Stand: Saisonende 2024/25 |        |        |            |             |         |        |

### Biathlon-Weltmeisterschaften
Ergebnisse bei den Weltmeisterschaften:
| Weltmeisterschaften | Weltmeisterschaften | Einzelwettbewerbe | Einzelwettbewerbe | Einzelwettbewerbe | Einzelwettbewerbe | Staffelwettbewerbe | Staffelwettbewerbe | Staffelwettbewerbe |
| Jahr                | Ort                 | Einzel            | Sprint            | Verfolgung        | Massenstart       | Damenstaffel       | Mixedstaffel       | S.-M.-Staffel      |
| ------------------- | ------------------- | ----------------- | ----------------- | ----------------- | ----------------- | ------------------ | ------------------ | ------------------ |
| 2019                | Östersund           | 88.               | 88.               | –                 | –                 | –                  | –                  | –                  |
| 2020                | Antholz             | 97.               | 100.              | –                 | –                 | –                  | –                  |                    |
| 2021                | Pokljuka            | 87.               | 95.               | –                 | –                 | –                  | –                  | 28.                |
| 2023                | Oberhof             | 86.               | 66.               | –                 | –                 | –                  | –                  | 26.                |
| 2024                | Nové Město          | 60.               | 73.               | –                 | –                 | –                  | –                  | 25.                |
| 2025                | Lenzerheide         | 84.               | 79.               | –                 | –                 | –                  | –                  | 25.                |

### Jugend-/Juniorenweltmeisterschaften

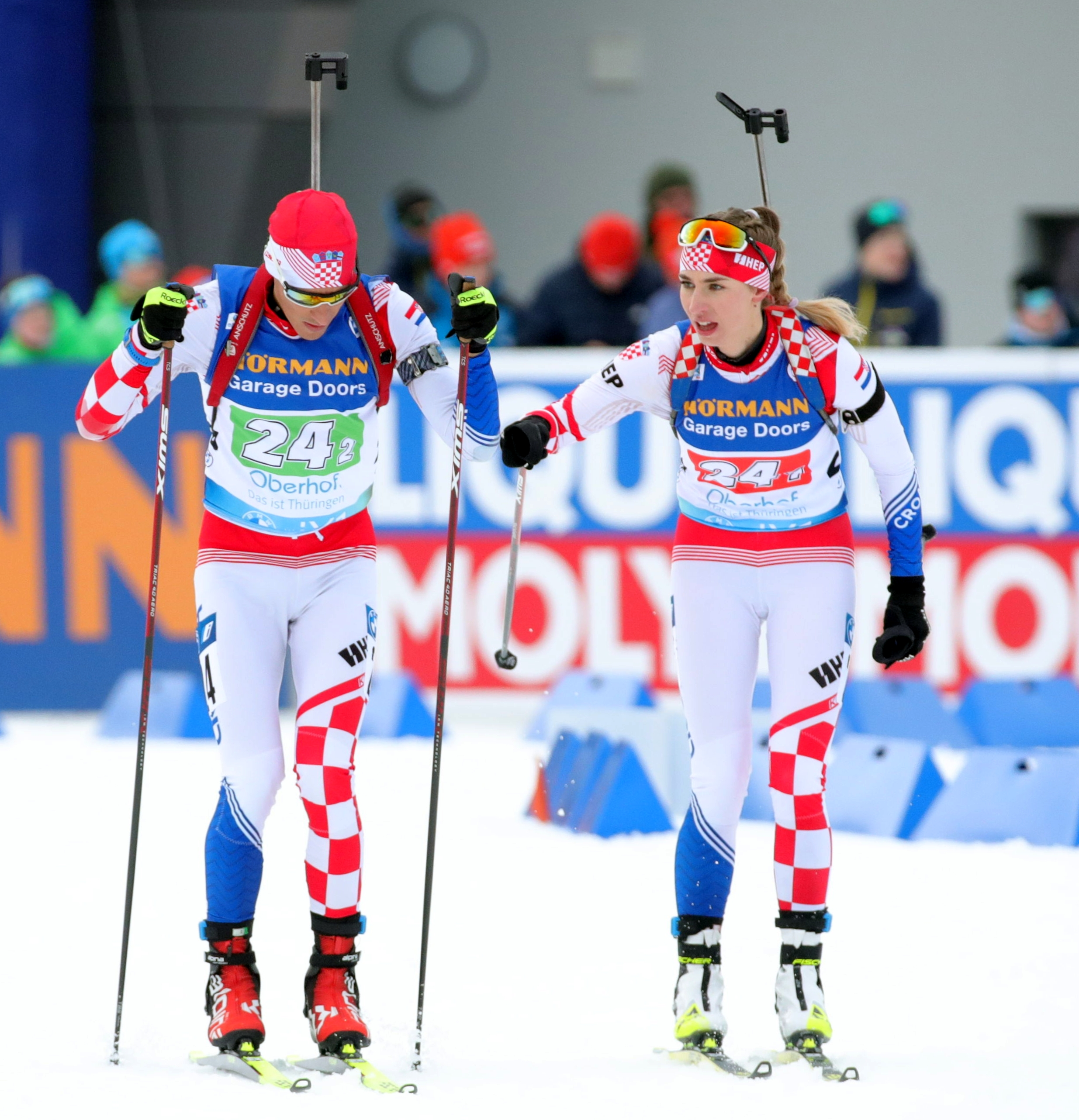
Kožica und Krešimir Crnković bei der WM 2023

Kožica nahm bis 2016 an den Jugend-, ab 2017 an den Juniorenwettkämpfen teil.
| Weltmeisterschaften | Weltmeisterschaften | Einzelwettbewerbe | Einzelwettbewerbe | Einzelwettbewerbe | Damenstaffel |
| Jahr                | Ort                 | Einzel            | Sprint            | Verfolgung        | Damenstaffel |
| ------------------- | ------------------- | ----------------- | ----------------- | ----------------- | ------------ |
| 2013                | Obertilliach        | 77.               | 73.               | –                 | 18.          |
| 2015                | Minsk               | 61.               | 75.               | –                 | –            |
| 2016                | Cheile Grădiștei    | 73.               | 79.               | –                 | –            |
| 2017                | Osrblie             | 63.               | 54.               | 55.               | –            |
| 2018                | Otepää              | 57.               | 58.               | DNS               | –            |
| 2019                | Osrblie             | 70.               | 80.               | –                 | –            |

### Siege bei Continental-Cup-Rennen (Skilanglauf)
| Nr. | Datum            | Ort  | Disziplin                 | Serie      |
| --- | ---------------- | ---- | ------------------------- | ---------- |
| 1.  | 19. Februar 2021 | Pale | 5 km Freistil Einzelstart | Balkan Cup |